# Limnephilus quadratus
Limnephilus quadratus är en nattsländeart som beskrevs av Martynov 1914. Limnephilus quadratus ingår i släktet Limnephilus och familjen husmasknattsländor. Enligt den finländska rödlistan är arten sårbar i Finland. Arten är reproducerande i Sverige. Artens livsmiljö är små tjärnar och gölar (även flarkar). Inga underarter finns listade i Catalogue of Life.